# Idomene parasimulans
Idomene parasimulans är en kräftdjursart. Idomene parasimulans ingår i släktet Idomene och familjen Thalestridae. Inga underarter finns listade i Catalogue of Life.